# Asylum Party
Asylum Party war eine französische Band die im  Jahr 1985 in Courbevoie von Thierry Sobezyk (Bass, Gesang) und Philippe Planchon (Gitarre, Gesang) gegründet wurde. Sie entsprang der französischen neuen Welle (Nouvelle Vague) und prägte zusammen mit Bands wie Mary Goes Round und Little Nemo den Begriff Touching Pop.

## Stil
Ihr Musikstil ist eine verträumte Weiterentwicklung des Post Punk wie er auch von den englischen Bands And Also the Trees, Sad Lovers and Giants, The Comsat Angels und The Chameleons gespielt wird.

## Diskographie

### Albums
- 1988 – Picture one
- 1989 – Borderline
- 1990 – Mère

### Singles & EPs
- 1989 – What will you learn
- 1990 – Ticket to ride

#### Compilations
- 2006 – The Grey Years Vol. 1 – Doppel-CD
- 2006 – The Grey Years Vol. 2 – Doppel-CD